# Castillo de San Salvador de la Punta
Il Castillo de San Salvador de la Punta è una fortezza che si trova all'ingresso del porto de L'Avana e che, insieme al castello della Real Fuerza e a quello del Morro, è una delle principali fortificazioni dell'Avana e si trova nello stemma della capitale di Cuba.

## Storia
Il castello della Punta era stato progettato, come El Morro, per proteggere l'Avana dai frequenti attacchi dei corsari.
Nel 1582 il re Filippo II di Spagna, convinto che fosse necessario rinforzare i possedimenti coloniali della Spagna, ordinò la realizzazione di un sistema di fortezze in diverse località del Nuovo mondo, con al centro l'Avana. Nominò quindi Juan de Tejeda governatore dell'isola per la sua esperienza nel campo delle fortificazioni che portò con sé Battista Antonelli, l'ingegnere militare più noto di Cuba nel XVI secolo, che progettò il castello. 
La costruzione del castello iniziò nel 1590 e proseguì lentamente, tanto che nel 1602 i lavori l'ingegnere decise di trasformare la fortezza in un mastio contenente da 10 a 12 pezzi di artiglieria. Nel 1630, per aumentare la protezione della baia, venne posta una pesante catena lunga 250 metri tra il castello della Punta e del Morro.
Nel 1762 la spedizione britannica contro Cuba mise a dura prova tutte le fortezze dell'isola e i bastioni della Punta furono distrutti. In seguito, con il ritorno degli spagnoli al potere, arrivò un nuovo governatore, che ampliò il sistema di fortificazione e nel XIX secolo vennero costruite 4 spianate per ospitare un corrispondente numero di pezzi di artiglieria. 
Nel 1851 il castello fu teatro dell'esecuzione con la garrota dell'eroe venezuelano Narciso López, che era stato condannato per alto tradimento.